# CAF Confederation Cup 2011
Der CAF Confederation Cup 2011 (aus Sponsorengründen auch Orange CAF Confederation Cup 2011 genannt) war die 8. Spielzeit des zweitwichtigsten afrikanischen Wettbewerbs für Vereinsmannschaften im Fußball unter dieser Bezeichnung. Die Saison begann mit der Vorrunde am 28. Januar 2011 und endete mit den Finalspielen im November und Dezember 2011. Titelverteidiger war der marokkanische Verein FUS de Rabat.
Sieger wurde Maghreb Fez aus Marokko, die sich im Finale nach einem Gesamtergebnis von 1:1 im Elfmeterschießen mit 6:5 gegen Club Africain Tunis durchsetzen konnten. Sie qualifizierten sich somit für den CAF Super Cup gegen den Sieger der Champions League 2011.

## Vorrunde
Die Auslosung fand am 20. Dezember 2010 statt. Die Hinspiele wurden vom 28. bis zum 30. Januar, die Rückspiele vom 11. bis zum 27. Februar 2011 ausgetragen.
|                         | Gesamt          |                          | Hinspiel | Rückspiel |
| ----------------------- | --------------- | ------------------------ | -------- | --------- |
| FC Tevragh Zeïna        | 1:0             | AS Real Bamako           | 0:0      | 1:0       |
| Missile FC              | 4:1             | AS Inter Star            | 4:0      | 0:1       |
| AC Léopards             | 3:1             | Etincelles FC            | 1:1      | 2:0       |
| Touré Kunda Foot-Pro    | 4:3             | Ports Authority          | 2:1      | 2:2       |
| CA Batna                | 4:4 (5:6 i. E.) | Al-Nasr SCSC             | 2:2      | 2:2       |
| Dynamic Togolais        | 0:0 (2:4 i. E.) | Sahel SC                 | 0:0      | 0:0       |
| USS Kraké               | 2:5             | Maghreb Fez              | 1:1      | 1:4       |
| Séwé Sport              | 0:2             | AshantiGold SC           | 0:1      | 0:1       |
| Foullah Edifice         | 2:1             | CD Elá Nguema            | 2:0      | 0:1       |
| Atlético Sport Aviação  | 0:0 (4:5 i. E.) | Sofapaka FC              | 0:0      | 0:0       |
| Highlanders FC          | 1 w/o 1         | Nchanga Rangers FC       | 1:1      | —         |
| AS Adema                | (a)1:1(a)       | CD Maxaquene             | 0:0      | 1:1       |
| US Sainte-Marienne      | 1:4             | Bidvest Wits             | 1:0      | 0:4       |
| JS Centre Salif Keita   | (a)3:3(a)       | Difaâ d’El Jadida        | 2:2      | 1:1       |
| Fovu Club               | 3:4             | USFA Ouagadougou         | 2:1      | 1:3       |
| FC Séquence de Dixinn   | 1:2             | Africa Sports National   | 0:1      | 1:1       |
| DFC 8ème Arrondissement | 1:3             | Tiko United              | 0:0      | 1:3       |
| KMKM FC                 | 0:6             | Daring Club Motema Pembe | 0:4      | 0:2       |
| Mbabane Highlanders FC  | 2:2 (1:4 i. E.) | Victors FC               | 1:1      | 1:1       |
| Young Africans SC       | 4:6             | Dedebit FC               | 4:4      | 0:2       |

Anmerkungen

## Erste Runde
Die Auslosung fand am 20. Dezember 2010 statt. Die Hinspiele wurden vom 18. bis zum 20. März, die Rückspiele vom 1. bis zum 3. April 2011 ausgetragen.
|                          | Gesamt  |                          | Hinspiel | Rückspiel |
| ------------------------ | ------- | ------------------------ | -------- | --------- |
| JS Kabylie               | 3:1     | FC Tevragh Zeïna         | 1:0      | 2:1       |
| Al Neel SC               | 2:3     | Missile FC               | 1:1      | 1:2       |
| CD Primeiro de Agosto    | 2:1     | AC Léopards              | 2:0      | 0:1       |
| FUS de Rabat             | 3:2     | Touré Kunda Foot-Pro     | 2:0      | 1:2       |
| Al Khartoum SC           | 1 w/o 1 | Al-Nasr SCSC             | —        | —         |
| Maghreb Fez              | 2:1     | Sahel SC                 | 0:0      | 2:1       |
| Étoile Sportive du Sahel | 4:2     | AshantiGold SC           | 3:0      | 1:2       |
| Kaduna United            | 2:1     | Foullah Edifice          | 2:0      | 0:1       |
| Ismaily SC               | 2:4     | Sofapaka FC              | 2:0      | 0:4       |
| FC Saint Eloi Lupopo     | 3:0     | Nchanga Rangers FC       | 1:0      | 2:0       |
| Bidvest Wits             | 1:3     | AS Adema                 | 1:1      | 0:2       |
| Olympique de Béja        | 2:3     | Difaâ d’El Jadida        | 2:0      | 0:3       |
| Africa Sports National   | 2 w/o 2 | USFA Ouagadougou         | —        | —         |
| Sunshine Stars FC        | 3:0     | Tiko United              | 2:0      | 1:0       |
| Victors FC               | 1:2     | Daring Club Motema Pembe | 1:1      | 0:1       |
| Haras El-Hodood SC       | 5:1     | Dedebit FC               | 4:0      | 1:1       |

Anmerkungen

## Zweite Runde
Die Auslosung fand am 20. Dezember 2010 statt. Die Hinspiele wurden vom 22. bis zum 24. April, die Rückspiele vom 6. bis zum 8. Mai 2011 ausgetragen.
|                      | Gesamt          |                          | Hinspiel | Rückspiel |
| -------------------- | --------------- | ------------------------ | -------- | --------- |
| Missile FC           | 3:3 (0:3 i. E.) | JS Kabylie               | 3:0      | 0:3       |
| FUS de Rabat         | 1:2             | CD Primeiro de Agosto    | 1:1      | 0:1       |
| Maghreb Fez          | 5:3             | Al Khartoum SC           | 5:1      | 0:2       |
| Kaduna United        | 1 w/o 1         | Étoile Sportive du Sahel | —        | —         |
| FC Saint Eloi Lupopo | (a)2:2(a)       | Sofapaka FC              | 2:1      | 0:1       |
| Difaâ d’El Jadida    | 3:1             | AS Adema                 | 3:0      | 0:1       |
| Sunshine Stars FC    | 2:1             | USFA Ouagadougou         | 2:0      | 0:1       |
| Haras El-Hodood SC   | 3:3 (3:4 i. E.) | Daring Club Motema Pembe | 2:1      | 1:2       |

Anmerkungen

## Play-off-Runde
Die Auslosung fand am 15. Mai 2011 statt. Dabei wurde je ein Sieger der zweiten Runde gegen einen Unterlegenen der Achtelfinale der Champions League gelost, wobei die Vereine des CAF Confederation Cups im Rückspiel Heimrecht hatten. Die Hinspiele wurden vom 27. bis zum 29. Mai, die Rückspiele vom 10. bis zum 12. Juni 2011 ausgetragen.
|                     | Gesamt |                          | Hinspiel | Rückspiel |
| ------------------- | ------ | ------------------------ | -------- | --------- |
| ES Sétif            | 1:3    | Kaduna United            | 1:0      | 0:3       |
| ASC Diaraf          | 1:3    | JS Kabylie               | 1:1      | 0:2       |
| Club Africain Tunis | 4:3    | Sofapaka FC              | 3:0      | 1:3       |
| al-Ittihad          | 0:1    | Sunshine Stars FC        | 1 — 1    | 0:1       |
| ZESCO United        | 1:2    | Maghreb Fez              | 1:0      | 0:2       |
| Simba SC            | 1:2    | Daring Club Motema Pembe | 1:0      | 0:2       |
| ASEC Mimosas        | 5:1    | CD Primeiro de Agosto    | 4:0      | 1:1       |
| GD Interclube       | 5:2    | Difaâ d’El Jadida        | 3:0      | 2:2       |

Anmerkungen

## Gruppenphase
Die Gruppenauslosung fand am 15. Mai 2011 in der ägyptischen Hauptstadt Kairo statt. Die acht Sieger der Play-off-Runde wurden in zwei Lostöpfe eingeteilt und zu zwei Gruppen mit jeweils vier Mannschaften gelost. Gesetzt wurden die Mannschaften nach ihren Ergebnissen in den CAF-Wettbewerben der letzten fünf Spielzeiten (CAF-Fünfjahreswertung). Die Gruppensieger und -zweiten qualifizierten sich für das Halbfinale, die Dritt- und Viertplatzierten schieden aus dem Wettbewerb aus. Bei Punktgleichheit zweier oder mehrerer Mannschaften wurde die Platzierung durch folgende Kriterien ermittelt:
1. Anzahl Punkte im direkten Vergleich
2. Tordifferenz im direkten Vergleich
3. Anzahl Tore im direkten Vergleich
4. Anzahl Auswärtstore im direkten Vergleich
5. Wenn nach der Anwendung der Kriterien 1 bis 4 immer noch mehrere Mannschaften denselben Tabellenplatz belegen, werden die Kriterien 1 bis 4 erneut angewendet, jedoch ausschließlich auf die Direktbegegnungen der betreffenden Mannschaften. Sollte auch dies zu keiner definitiven Platzierung führen, werden die Kriterien 6 bis 9 angewendet.
6. Tordifferenz aus allen Gruppenspielen
7. Anzahl Tore in allen Gruppenspielen
8. Anzahl Auswärtstore in allen Gruppenspielen
9. Losziehung

### Gruppe A
| Pl. | Verein              | Sp. | S | U | N | Tore    | Diff. | Punkte |
| --- | ------------------- | --- | - | - | - | ------- | ----- | ------ |
| 1.  | Club Africain Tunis | 6   | 3 | 2 | 1 | 006:300 | +3    | 11     |
| 2.  | GD Interclube       | 6   | 3 | 1 | 2 | 008:600 | +2    | 10     |
| 3.  | ASEC Mimosas        | 6   | 2 | 1 | 3 | 005:600 | −1    | 07     |
| 4.  | Kaduna United       | 6   | 1 | 2 | 3 | 005:900 | −4    | 05     |

| 16./17. Juli 2011   |     |                     |                              |
| Kaduna United       | 1:1 | GD Interclube       | Kaduna Township Stadium      |
| ASEC Mimosas        | 1:1 | Club Africain Tunis | Stade Félix Houphouët-Boigny |
| 31. Juli 2011       |     |                     |                              |
| GD Interclube       | 1:0 | ASEC Mimosas        | Estádio Joaquim Dinis        |
| Club Africain Tunis | 0:0 | Kaduna United       | Stade El Menzah              |
| 13./14. August 2011 |     |                     |                              |
| Club Africain Tunis | 2:0 | GD Interclube       | Stade El Menzah              |
| ASEC Mimosas        | 2:1 | Kaduna United       | Stade Félix Houphouët-Boigny |
| 28. August 2011     |     |                     |                              |
| Kaduna United       | 2:1 | ASEC Mimosas        | Kaduna Township Stadium      |
| GD Interclube       | 2:1 | Club Africain Tunis | Estádio Joaquim Dinis        |
| 11. September 2011  |     |                     |                              |
| GD Interclube       | 4:1 | Kaduna United       | Estádio Joaquim Dinis        |
| Club Africain Tunis | 1:0 | ASEC Mimosas        | Stade El Menzah              |
| 18. September 2011  |     |                     |                              |
| Kaduna United       | 0:1 | Club Africain Tunis | Kaduna Township Stadium      |
| ASEC Mimosas        | 1:0 | GD Interclube       | Stade Félix Houphouët-Boigny |

### Gruppe B
| Pl. | Verein                   | Sp. | S | U | N | Tore    | Diff. | Punkte |
| --- | ------------------------ | --- | - | - | - | ------- | ----- | ------ |
| 1.  | Maghreb Fez              | 6   | 4 | 2 | 0 | 008:200 | +6    | 14     |
| 2.  | Sunshine Stars FC        | 6   | 3 | 2 | 1 | 006:300 | +3    | 11     |
| 3.  | Daring Club Motema Pembe | 6   | 2 | 2 | 2 | 005:600 | −1    | 08     |
| 4.  | JS Kabylie               | 6   | 0 | 0 | 6 | 001:900 | −8    | 0      |

| 16. Juli 2011            |     |                          |                      |
| Sunshine Stars FC        | 2:0 | Daring Club Motema Pembe | Gateway Stadium      |
| Maghreb Fez              | 1:0 | JS Kabylie               | Fès-Stadion          |
| 29./31. Juli 2011        |     |                          |                      |
| JS Kabylie               | 1:2 | Sunshine Stars FC        | Stade 5 Juillet 1962 |
| Daring Club Motema Pembe | 1:1 | Maghreb Fez              | Stade des Martyrs    |
| 12./13. August 2011      |     |                          |                      |
| JS Kabylie               | 0:2 | Daring Club Motema Pembe | Stade 5 Juillet 1962 |
| Maghreb Fez              | 1:0 | Sunshine Stars FC        | Fès-Stadion          |
| 27. August 2011          |     |                          |                      |
| Daring Club Motema Pembe | 2:0 | JS Kabylie               | Stade des Martyrs    |
| Sunshine Stars FC        | 1:1 | Maghreb Fez              | Gateway Stadium      |
| 10./11. September 2011   |     |                          |                      |
| JS Kabylie               | 0:1 | Maghreb Fez              | Stade 5 Juillet 1962 |
| Daring Club Motema Pembe | 0:0 | Sunshine Stars FC        | Stade des Martyrs    |
| 17. September 2011       |     |                          |                      |
| Sunshine Stars FC        | 1:0 | JS Kabylie               | Gateway Stadium      |
| Maghreb Fez              | 3:0 | Daring Club Motema Pembe | Fès-Stadion          |

## Finalrunde

### Halbfinale
Die Auslosung fand am 15. Mai 2011 statt. Die Hinspiele wurden am 15. und 16. Oktober, die Rückspiele am 29. und 30. Oktober 2011 ausgetragen.
|                   | Gesamt    |                     | Hinspiel | Rückspiel |
| ----------------- | --------- | ------------------- | -------- | --------- |
| Sunshine Stars FC | 0:1       | Club Africain Tunis | 0:1      | 0:0       |
| GD Interclube     | (a)2:2(a) | Maghreb Fez         | 2:1      | 0:1       |

### Finale

#### Hinspiel
| Club Africain Tunis                               | Club Africain Tunis | Maghreb Fez | Maghreb Fez |
| ------------------------------------------------- | --- | --- | ----------- |
| Club Africain Tunis                               | \| 19. November 2011 in Tunis (Stade Hammadi Agrebi) \| \| Ergebnis: 1:0 (1:0) \| \| Schiedsrichter: Djamel Haimoudi ( Algerien) \|                                           | \| 19. November 2011 in Tunis (Stade Hammadi Agrebi) \| \| Ergebnis: 1:0 (1:0) \| \| Schiedsrichter: Djamel Haimoudi ( Algerien) \|                                                          | Maghreb Fez |
| Club Africain Tunis                               | Aymen Ben Ayoub – Mohamed Ali Yacoubi, Bilel Ifa, Oussama Haddadi, Mehdi Ressaissi – Zied Ziadi, Chaker Rguiî, Alexis Enam, Youssef Mouihbi – Zouheir Dhaouadi, Hamza Messadi | Anas Zniti – Samir Zekroumi, Mustapha Mrani, Hamza Hajji, Said Hammouni – Chemseddine Chtibi, Youssef El Basri, Mohammed Ali Bemammer, Rachid Dahmani – Abdelhadi Halhoul, Hamza Abourazzouk | Maghreb Fez |
| Club Africain Tunis                               | 1:0 Enam (8.) | | Maghreb Fez |
| Club Africain Tunis                               | Mouihbi (16.) Rguiî (89.) | Zekroumi (18.), Mrani (28.), Chtibi (45.+2') | Maghreb Fez |
| Club Africain Tunis                               | Zekroumi (57.) | | Maghreb Fez |
| 19. November 2011 in Tunis (Stade Hammadi Agrebi) | | |             |
| Ergebnis: 1:0 (1:0)                               | | |             |
| Schiedsrichter: Djamel Haimoudi ( Algerien)       | | |             |

#### Rückspiel
| Maghreb Fez                              | Maghreb Fez | Club Africain Tunis | Club Africain Tunis |
| ---------------------------------------- | --- | --- | ------------------- |
| Maghreb Fez                              | \| 4. Dezember 2011 in Fès (Fès-Stadion) \| \| Ergebnis: 1:0 (1:0), 6:5 i. E. \| \| Schiedsrichter: Badara Diatta ( Senegal) \|                                                | \| 4. Dezember 2011 in Fès (Fès-Stadion) \| \| Ergebnis: 1:0 (1:0), 6:5 i. E. \| \| Schiedsrichter: Badara Diatta ( Senegal) \|                                                                           | Club Africain Tunis |
| Maghreb Fez                              | Anas Zniti – Mustapha Mrani, Said Hammouni, Hamza Hajji – Youssef El Basri, Rachid Dahmani, Chemseddine Chtibi, Mohamed Diop, Youssef Ayati – Moussa Tigana, Hamza Abourazzouk | Aymen Ben Ayoub – Bilel Ifa, Mehdi Ressaissi, Mohamed Ali Yacoubi, Mehdi Meriah (30. Seifeddine Akremi) – Zied Ziadi, Alexis Enam, Zouheir Dhaouadi – Youssef Mouihbi, Aymen Soltani, Ezechiel N’Douassel | Club Africain Tunis |
| Maghreb Fez                              | 1:0 Tigana (45.+3') | | Club Africain Tunis |
| Maghreb Fez                              | Elfmeterschießen | | Club Africain Tunis |
| Maghreb Fez                              | 1:0 Chtibi Hajji 2:1 Lyousfi 3:2 Dahmani 4:3 Abourazzouk 5:4 El Basri 6:5 Zniti                                                                                                | Rguiî 1:1 Ifa 2:2 Yacoubi 3:3 Akremi 4:4 Dhaouadi 5:5 Enam Ziadi | Club Africain Tunis |
| Maghreb Fez                              | N’Douassel (61.) | | Club Africain Tunis |
| 4. Dezember 2011 in Fès (Fès-Stadion)    | | |                     |
| Ergebnis: 1:0 (1:0), 6:5 i. E.           | | |                     |
| Schiedsrichter: Badara Diatta ( Senegal) | | |                     |